# Rennrodel-Weltcup 2003/04
Die Weltcupsaison 2003/04 im Rennrodeln begann am 10. November 2003 im lettischen Sigulda und endete am 1. Februar 2004 in Königssee. Der Höhepunkt der Saison waren die 37. Rennrodel-Weltmeisterschaften vom 9. bis zum 15. Februar 2004 im japanischen Nagano.
Die Saison wurde an acht Weltcupstationen ausgetragen. Während der Saison fanden vier Mannschaftswettbewerbe statt.

## Weltcupergebnisse
| Datum                 | Ort         | Disziplin     | Sieger                                                                 | Zweiter                                                                                      | Dritter                                                                                      |
| --------------------- | ----------- | ------------- | ---------------------------------------------------------------------- | -------------------------------------------------------------------------------------------- | -------------------------------------------------------------------------------------------- |
| 10. bis 16.11.2003    | Sigulda     | Einsitzer (F) | Silke Kraushaar                                                        | Sylke Otto                                                                                   | Veronika Halder                                                                              |
| 10. bis 16.11.2003    | Sigulda     | Einsitzer (M) | Armin Zöggeler                                                         | Rainer Margreiter                                                                            | Markus Kleinheinz                                                                            |
| 10. bis 16.11.2003    | Sigulda     | Doppel (M)    | Andreas Linger Wolfgang Linger                                         | Christian Oberstolz Patrick Gruber                                                           | Markus Schiegl Tobias Schiegl                                                                |
| 10. bis 16.11.2003    | Sigulda     | Team          | DeutschlandJan Eichhorn Sylke Otto Patric Leitner Alexander Resch      | ItalienArmin Zöggeler Anastasia Oberstolz-Antonowa Gerhard Plankensteiner Oswald Haselrieder | ÖsterreichMartin Abentung Sonja Manzenreiter Markus Schiegl Tobias Schiegl                   |
| 17. bis 23.11.2003    | Altenberg   | Einsitzer (F) | Silke Kraushaar                                                        | Sylke Otto                                                                                   | Barbara Niedernhuber                                                                         |
| 17. bis 23.11.2003    | Altenberg   | Einsitzer (M) | Armin Zöggeler                                                         | Markus Kleinheinz                                                                            | Tony Benshoof                                                                                |
| 17. bis 23.11.2003    | Altenberg   | Doppel (M)    | Andreas Linger Wolfgang Linger                                         | Patric Leitner Alexander Resch                                                               | André Florschütz Torsten Wustlich                                                            |
| 05. bis 07.12.2003    | Calgary     | Einsitzer (F) | Sylke Otto                                                             | Barbara Niedernhuber                                                                         | Veronika Halder                                                                              |
| 05. bis 07.12.2003    | Calgary     | Einsitzer (M) | David Möller                                                           | Armin Zöggeler                                                                               | Tony Benshoof                                                                                |
| 05. bis 07.12.2003    | Calgary     | Doppel (M)    | André Florschütz Torsten Wustlich                                      | Patric Leitner Alexander Resch                                                               | Christian Oberstolz Patrick Gruber                                                           |
| 05. bis 07.12.2003    | Calgary     | Team          | DeutschlandSilke Kraushaar Jan Eichhorn Patric Leitner Alexander Resch | ÖsterreichVeronika Halder Markus Kleinheinz Andreas Linger Wolfgang Linger                   | ItalienAnastasia Oberstolz-Antonowa Armin Zöggeler Gerhard Plankensteiner Oswald Haselrieder |
| 13. bis 14.12.2003    | Park City   | Einsitzer (F) | Silke Kraushaar                                                        | Sylke Otto                                                                                   | Barbara Niedernhuber                                                                         |
| 13. bis 14.12.2003    | Park City   | Einsitzer (M) | Reinhold Rainer                                                        | Denis Geppert                                                                                | Tony Benshoof                                                                                |
| 13. bis 14.12.2003    | Park City   | Doppel (M)    | Mark Grimmette Brian Martin                                            | Patric Leitner Alexander Resch                                                               | André Florschütz Torsten Wustlich                                                            |
| 15. bis 21.12.2003    | Lake Placid | Einsitzer (F) | Sylke Otto                                                             | Silke Kraushaar                                                                              | Barbara Niedernhuber                                                                         |
| 15. bis 21.12.2003    | Lake Placid | Einsitzer (M) | Armin Zöggeler                                                         | Georg Hackl                                                                                  | David Möller                                                                                 |
| 15. bis 21.12.2003    | Lake Placid | Doppel(M)     | Christian Oberstolz Patrick Gruber                                     | Sebastian Schmidt André Forker                                                               | André Florschütz Torsten Wustlich                                                            |
| 15. bis 21.12.2003    | Lake Placid | Team          | DeutschlandDavid Möller Sylke Otto Patric Leitner Alexander Resch      | ItalienArmin Zöggeler Anastasia Oberstolz-Antonowa Christian Oberstolz Patrick Gruber        | Vereinigte StaatenTony Benshoof Courtney Zablocki Christian Niccum Brian Wohlleb             |
| 12. bis 18.01.2004    | Winterberg  | Einsitzer (F) | Sylke Otto                                                             | Silke Kraushaar                                                                              | Barbara Niedernhuber                                                                         |
| 12. bis 18.01.2004    | Winterberg  | Einsitzer (M) | Georg Hackl                                                            | David Möller                                                                                 | Armin Zöggeler                                                                               |
| 12. bis 18.01.2004    | Winterberg  | Doppel(M)     | André Florschütz Torsten Wustlich                                      | Patric Leitner Alexander Resch                                                               | Gerhard Plankensteiner Oswald Haselrieder                                                    |
| 19. bis 25.01.2004    | Igls        | Einsitzer (F) | Sylke Otto                                                             | Tatjana Hüfner                                                                               | Silke Kraushaar                                                                              |
| 19. bis 25.01.2004    | Igls        | Einsitzer (M) | Georg Hackl                                                            | Armin Zöggeler                                                                               | David Möller                                                                                 |
| 19. bis 25.01.2004    | Igls        | Doppel(M)     | Patric Leitner Alexander Resch                                         | Markus Schiegl Tobias Schiegl                                                                | André Florschütz Torsten Wustlich                                                            |
| 19. bis 25.01.2004    | Igls        | Team          | DeutschlandDavid Möller Sylke Otto André Florschütz Torsten Wustlich   | ÖsterreichSonja Manzenreiter Markus Kleinheinz Markus Schiegl Tobias Schiegl                 | Vereinigte StaatenAshley Hayden Tony Benshoof Mark Grimmette Brian Martin                    |
| 31.01. bis 01.02.2004 | Königssee   | Einsitzer (F) | Sylke Otto                                                             | Silke Kraushaar                                                                              | Barbara Niedernhuber                                                                         |
| 31.01. bis 01.02.2004 | Königssee   | Einsitzer (M) | Armin Zöggeler                                                         | Georg Hackl                                                                                  | David Möller                                                                                 |
| 31.01. bis 01.02.2004 | Königssee   | Doppel(M)     | Patric Leitner Alexander Resch                                         | André Florschütz Torsten Wustlich                                                            | Mark Grimmette Brian Martin                                                                  |

## Weltcupstände und erreichte Platzierungen
− = keine Teilnahme | dsq = disqualifiziert | dnf = did not finish ("nicht ins Ziel gekommen") | dns = did not start ("nicht angetreten" – gemeldet, aber kein Start)

### Endstand im Einsitzer der Frauen
| Rang | Name                         | Land               | SIG | ALT | CAL | PAC | LAP | WIN | IGL | KÖN | ! Punkte |
| ---- | ---------------------------- | ------------------ | --- | --- | --- | --- | --- | --- | --- | --- | -------- |
| 01.  | Sylke Otto                   | Deutschland        | 2   | 2   | 1   | 2   | 1   | 1   | 1   | 1   | 755      |
| 02.  | Silke Kraushaar              | Deutschland        | 1   | 1   | 8   | 1   | 2   | 2   | 3   | 2   | 667      |
| 03.  | Barbara Niedernhuber         | Deutschland        | –   | 3   | 2   | 3   | 3   | 3   | 5   | 3   | 490      |
| 04.  | Sonja Manzenreiter           | Österreich         | 5   | 5   | 4   | 7   | 6   | 5   | 4   | 5   | 436      |
| 05.  | Veronika Halder              | Österreich         | 3   | 11  | 3   | 12  | 4   | 8   | 10  | 7   | 390      |
| 06.  | Anna Orlova                  | Lettland           | 4   | 8   | 4   | 9   | 16  | 4   | 7   | 8   | 374      |
| 07.  | Anastasia Oberstolz-Antonowa | Italien            | 10  | 10  | 6   | 11  | 7   | 17  | 11  | 11  | 294      |
| 08.  | Ashley Hayden                | Vereinigte Staaten | 11  | –   | 9   | 5   | 12  | 9   | 8   | 13  | 271      |
| 09.  | Nina Reithmayer              | Österreich         | 8   | 6   | 11  | 10  | 13  | 10  | 9   | –   | 267      |
| 10.  | Anke Wischnewski             | Deutschland        | 6   | 4   | 10  | 4   | 5   | –   | –   | –   | 261      |

### Endstand im Einsitzer der Männer
| Rang | Name               | Land               | SIG | ALT | CAL | PAC | LAP | WIN | IGL | KÖN | Punkte |
| ---- | ------------------ | ------------------ | --- | --- | --- | --- | --- | --- | --- | --- | ------ |
| 01.  | Armin Zöggeler     | Italien            | 1   | 1   | 2   | 7   | 1   | 3   | 2   | 1   | 686    |
| 02.  | Georg Hackl        | Deutschland        | 9   | 10  | 4   | 5   | 2   | 1   | 1   | 2   | 560    |
| 03.  | David Möller       | Deutschland        | 4   | 15  | 1   | 4   | 3   | 2   | 3   | 3   | 541    |
| 04.  | Tony Benshoof      | Vereinigte Staaten | 8   | 3   | 3   | 3   | 4   | 8   | 4   | 4   | 474    |
| 05.  | Markus Kleinheinz  | Österreich         | 3   | 2   | 9   | 6   | 5   | 6   | 12  | 5   | 436    |
| 06.  | Reinhold Rainer    | Italien            | 7   | 13  | 20  | 1   | 7   | 4   | 5   | 10  | 394    |
| 07.  | Denis Geppert      | Deutschland        | 12  | 6   | 7   | 2   | 9   | 11  | 6   | 8   | 378    |
| 08.  | Rainer Margreiter  | Österreich         | 2   | 4   | 8   | 9   | 8   | 13  | 10  | 9   | 373    |
| 09.  | Albert Demtschenko | Russland           | 6   | 7   | 5   | 8   | 10  | 12  | 11  | 6   | 345    |
| 10.  | Wilfried Huber     | Italien            | 11  | 9   | 19  | 10  | 10  | 24  | 8   | 7   | 272    |

### Endstand im Doppelsitzer der Männer
| Rang | Namen                                     | Land        | SIG | ALT | CAL | PAC | LAP | WIN | IGL | KÖN | Punkte |
| ---- | ----------------------------------------- | ----------- | --- | --- | --- | --- | --- | --- | --- | --- | ------ |
| 01.  | Patric Leitner Alexander Resch            | Deutschland | 7   | 2   | 2   | 2   | 8   | 2   | 1   | 1   | 628    |
| 02.  | André Florschütz Torsten Wustlich         | Deutschland | 11  | 3   | 1   | 3   | 3   | 1   | 3   | 2   | 599    |
| 03.  | Christian Oberstolz Patrick Gruber        | Italien     | 2   | 4   | 3   | 4   | 1   | 5   | 4   | 4   | 550    |
| 04.  | Andreas Linger Wolfgang Linger            | Österreich  | 1   | 1   | 5   | 9   | 6   | 9   | 7   | 6   | 479    |
| 05.  | Gerhard Plankensteiner Oswald Haselrieder | Italien     | 4   | 7   | 4   | 5   | 5   | 3   | 5   | 7   | 447    |
| 06.  | Markus Schiegl Tobias Schiegl             | Österreich  | 3   | 6   | 9   | 7   | 9   | 4   | 2   | 5   | 444    |
| 07.  | Grant Albrecht Eric Pothier               | Kanada      | 10  | 12  | 13  | 8   | 10  | 8   | 9   | 10  | 293    |
| 08.  | Sebastian Schmidt André Forker            | Deutschland | 5   | 5   | 6   | 10  | 2   | –   | –   | –   | 281    |
| 09.  | Michail Kuzmitsch Juri Weselow            | Russland    | 15  | 10  | 11  | 13  | 12  | 12  | 10  | 11  | 260    |
| 10.  | Mark Grimmette Brian Martin               | USA         | –   | –   | –   | 1   | 11  | dnf | 6   | 3   | 254    |

### Endstand im Mannschaftswettbewerb
Zum Mannschaftswettbewerb wird das Rennen bei den 37. Rennrodel-Weltmeisterschaften im japanischen Nagano mitgezählt.
| Rang | Land               | SIG | CAL | LAP | IGL | NAG | Punkte |
| ---- | ------------------ | --- | --- | --- | --- | --- | ------ |
| 01.  | Deutschland        | 1   | 1   | 1   | 1   | 1   | 500    |
| 02.  | Italien            | 2   | 3   | 2   | 4   | 3   | 370    |
| 03.  | Österreich         | 3   | 2   | 5   | 2   | 4   | 355    |
| 04.  | Vereinigte Staaten | 7   | 6   | 3   | 3   | 2   | 321    |
| 05.  | Kanada             | 5   | 4   | 4   | 5   | 7   | 276    |
| 06.  | Russland           | 6   | 5   | 6   | 6   | 8   | 247    |
| 07.  | Rumänien           | 12  | 7   | 7   | dnf | 11  | 158    |
| 08.  | Lettland           | 4   | –   | –   | –   | 6   | 110    |
| 09.  | Slowakei           | 11  | –   | –   | –   | 5   | 089    |
| 10.  | Polen              | 8   | –   | –   | 7   | –   | 088    |
| 11.  | Japan              | 10  | –   | –   | –   | 10  | 072    |
| 12.  | Schweden           | –   | –   | –   | –   | 9   | 039    |
| 12.  | Ukraine            | 9   | –   | –   | –   | –   | 039    |